# Камуфлет
Камуфлет (англ. camouflet, нім. Bohrlochauskesselung f) — підземний вибух заряду вибухової речовини без руйнування ґрунту на поверхні.
У нескельних породах внаслідок К. утворюється порожнина, в 50-1000 раз більша від об'єму заряду.
В скельних породах зона ущільнення і руйнування істотно менше — 0,2-15 об'ємів заряду.
У нескельних ґрунтах К. застосовується для утворення котлових порожнин з метою розміщення великих зарядів ВР (вибухи на викид або скидання). Крім того, ущільнення нескельних ґрунтів К. дозволяє використати порожнини, що утворилися, як основу залізобетонних паль, сховищ рідких або газоподібних продуктів, ємностей для поховання відходів виробництва. У скельних породах К. застосовують для створення навколо місця вибуху зони тріщин з метою дегазації газонасичених вугільних і породних пластів вугільних шахт для зменшення небезпеки раптових викидів, збільшення коефіцієнта вилучення нафти і газу з пластів, підземного розчинення і вилуговування к.к.